# Ametralladora ligera Tipo 99
La ametralladora ligera Tipo 99 (九九式軽機関銃 Kyūkyū-shiki Kei-kikanjū?) era una ametralladora ligera empleada por el Ejército Imperial Japonés durante la Segunda Guerra Mundial.

## Historia y desarrollo

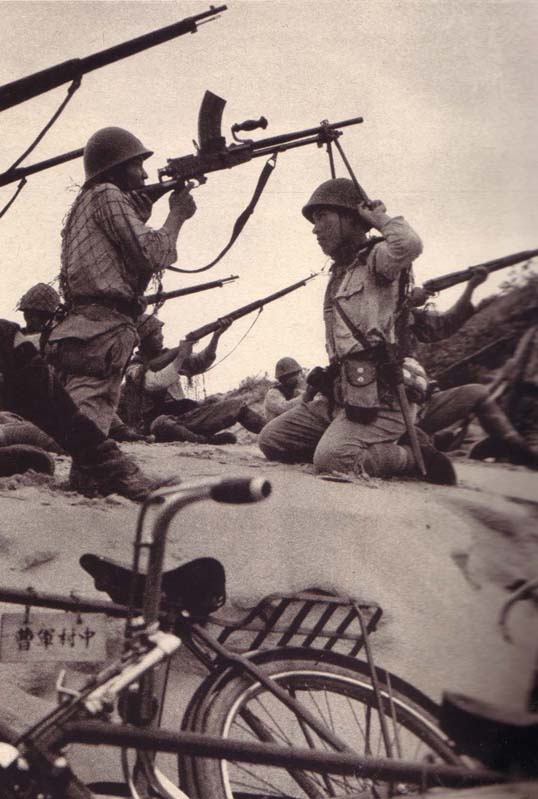
Soldados japoneses usando la Tipo 99 como arma antiaérea.

La Tipo 96, una mejora sobre la anterior Tipo 11, fue introducida en combate en 1936 y rápidamente demostró ser un arma versátil al proveer fuego de apoyo para facilitar el avance de la infantería. Tanto la Tipo 11 como la Tipo 96 empleaban el mismo cartucho que el Fusil Tipo 38 (6,5 x 50 Arisaka). Este sistema tenía la ventaja que cualquier miembro del escuadrón podía suministrar munición para la ametralladora ligera. 
Sin embargo, en 1939 el Ejército Imperial Japonés estaba reemplazando al fusil Tipo 38 con el Tipo 99, que empleaba cartuchos 7,70 x 58 Arisaka, era necesario desarrollar una nueva versión de la ametralladora ligera Tipo 96 que también sea capaz de emplear cartuchos de este calibre. El nuevo cartucho era más potente: 3.136 J en comparación a los 1.966 J del 6,5 x 50 Arisaka, por lo cual era necesaria una ametralladora con piezas más pesadas, muelles recuperadores más grandes y un cerrojo más pesado para soportar las mayores fuerzas. De esta manera se podía mantener las ventajas de un cartucho común para ambas armas. La Tipo 99 fue producida en los arsenales de Kokura, Nagoya y Mukden, con una producción total de 53.000 unidades.

## Diseño
La Tipo 99 era básicamente el mismo diseño de la ametralladora ligera Tipo 96, teniendo un cierto número de piezas en común. Sin embargo, descartó el aceitador de cartuchos y tenía una mejor extracción de los casquillos, mejorando su fiabilidad respecto a sus predecesoras. Los primeros modelos tenían un monópode en la culata y una bocacha apagallamas en la boca del cañón, que iba atornillada en una porción roscada de este. Un cargador extraíble curvo con capacidad de 30 cartuchos iba insertado sobre el cajón de mecanismos y el cañón con aletas radiales podía ser rápidamente cambiado para evitar el sobrecalentamiento. 
La Tipo 99 tenía un punto de mira tipo "hoja" y un alza plegable, con alcances que iban de los 200 a 1500 metros y ajuste en horizontal. Una mira telescópica de 2,5x aumentos y con un campo de visión de 10 grados se podía montar en el lado derecho del arma. Estas eran a veces suministradas a los mejores tiradores de la unidad y ocasionalmente eran empleadas como un fusil de francotirador. Se podía acoplar una bayoneta de infantería estándar al bloque de gases situado bajo el cañón, pero en combate esta característica demostró ser poco práctica, debido al peso del arma y al hecho que la mayor parte de la hoja de la bayoneta estaba cubierta por la bocacha apagallamas cuando esta última iba atornillada en la boca del cañón.

## Historial de combate

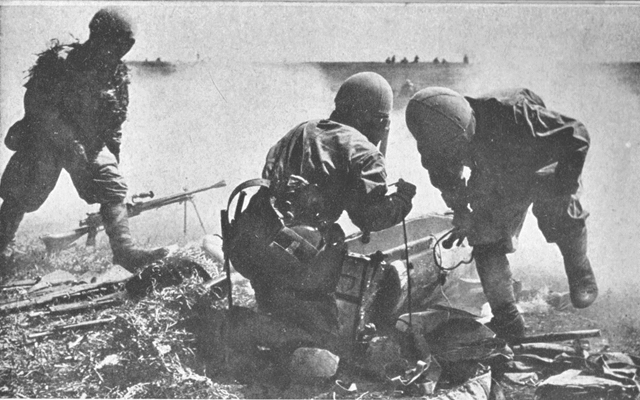
Paracaidistas del Ejército Imperial Japonés, retirando una Tipo 99 del contenedor de pertrechos durante la Batalla de Palembang.

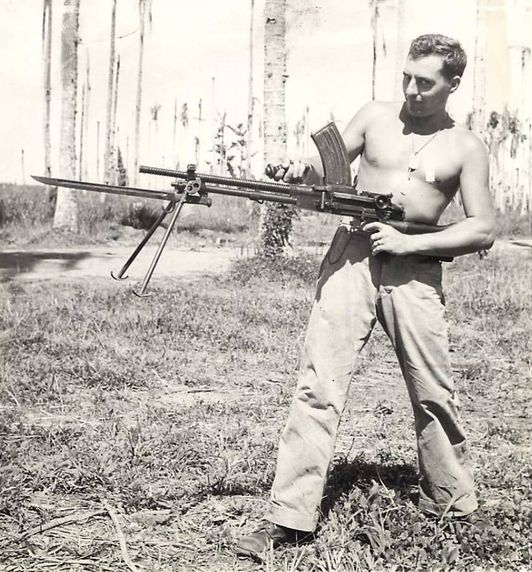
Marine con una Tipo 99 capturada, con bayoneta.

La Tipo 99 entró en servicio activo en 1939 y fue empleada al lado de las viejas Tipo 11 y Tipo 96, ya que estos modelos habían sido producidos en grandes cantidades y varias tropas de primera línea todavía empleaban fusiles Tipo 38 con sus cartuchos de 6,5 mm. Todas estas armas continuaron en servicio hasta el final de la guerra.
La Tipo 99 fue empleada por las fuerzas chinas y norcoreanas durante la guerra de Corea. También fue empleada por el Viet Minh durante la guerra de Indochina y por el Ejército norvietnamita durante la guerra de Vietnam.

## Variantes
Se produjo una versión de la Tipo 99 para los paracaidistas en número limitado. Tenía una culata desmontable y una agarradera frontal plegable tipo pistolete. Antes de ser desplegada, el cañón y la culata se desmontaban de la ametralladora, el pistolete delantero y el bípode eran plegados, siendo todas las piezas empaquetadas en un morral de transporte.

## Usuarios
- China[7]
- Corea del Norte[9]
- Imperio del Japón[10]
  -  Ejército Imperial Japonés
  -  Servicio Aéreo del Ejército Imperial Japonés
- Indonesia: Fue empleada en cantidades limitadas.[11]
- República de China
- Vietnam del Norte[8]